# Jean Cardon (musicien)
Pour les articles homonymes, voir Jean Cardon et Cardon (homonymie).
Jean Cardon est un accordéoniste français, né à Malo-les-Bains le 19 octobre 1931 et mort à Saint-Cirq-Souillaguet le 5 août 1990.
Connu pour avoir accompagné Léo Ferré en studio et sur scène, de 1954 à 1963, il fait partie avec Roland Zaninetti, Aimable, Joss Baselli, André Lips  et Maurice Larcange, de la génération d'accordéoniste de l'entre-deux-guerres, originaire du Nord de la France. 

## Biographie
Jean Cardon est l’accompagnateur de Léo Ferré durant les années 1950. Il exerce sur lui une influence notable, analogue à celle de Jean Corti pour Jacques Brel. Le poète lui dédie alors les chansons Le Piano du pauvre (1954) et Mister  Giorgina (1962). 
En 1959, à la tête de son propre orchestre il enregistre chez Odeon un album solo intitulé Surpat' chez Léo Ferré, regroupant seize versions instrumentales des chansons de Ferré. Durant les années 1980, le poète utilise sur scène en bandes-orchestres les enregistrements de Jean Cardon, lors de reprises de titres de cette époque.
Jean Cardon a terminé sa vie à Gourdon, dans le Lot, loin des projecteurs, dans une maison que Léo Ferré lui prêtait. 
Ferré dans la chanson hommage Mister Giorgina osa ce conseil : « Un jour t’auras les cheveux blancs […] Alors avant qu’il n’soit trop tard, Planqu’ ton magot dans ton placard[…] ».

## Discographie
1960, Super 45 tours : Les Archers du Roi d'Albert Santoni.

### Collaboration avec Léo Ferré
- 1954 : Le Piano du pauvre
- 1955 : La Rue (EP)
- 1955 : Récital Léo Ferré à l'Olympia
- 1957 : Les Fleurs du mal
- 1958 : Java partout (EP)
- 1958 : Léo Ferré à Bobino
- 1958 : Encore du Léo Ferré
- 1960 : Paname
- 1961 : Les Chansons d'Aragon
- 1961 : Récital Léo Ferré à l'Alhambra
- 1962 : La Langue française
- 1963 : Flash ! Alhambra - A.B.C.
- 2003 : Les Chansons interdites... et autres (1961)
- 2006 : La Mauvaise Graine (1959)
- 2019 : Prenez garde à la poésie (1955-56)
- 2020 : L'Âge d'or : intégrale 1960-1967 (Coffret, CD 12 à 15 : en public à l'Alhambra 61 (inédit), à l'ABC 62, à Antibes-Juan-les-Pins 63)